# Chabó

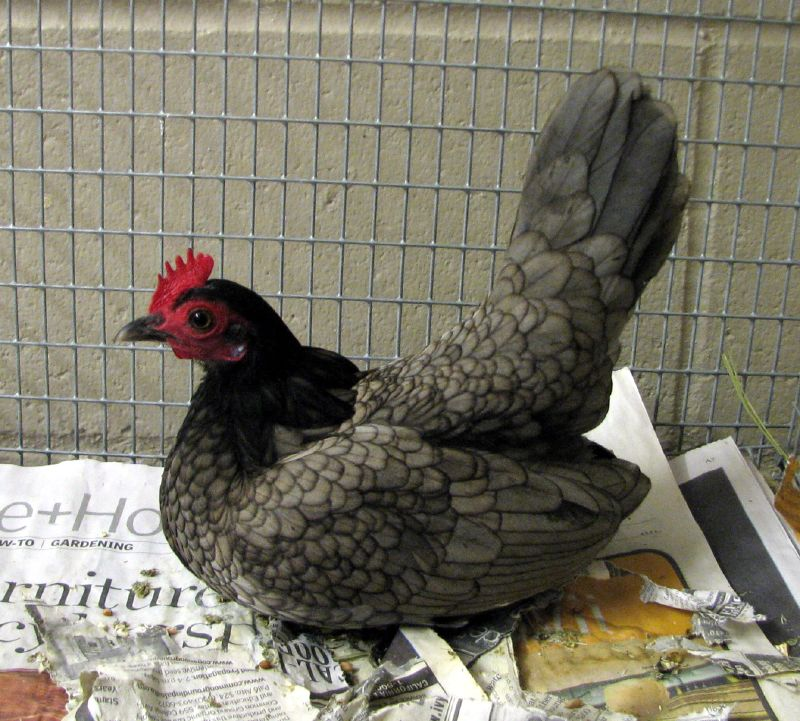
Kék színű chabó tojó.

A chabó egy törpe dísztyúkfajta.

## Fajtatörténet

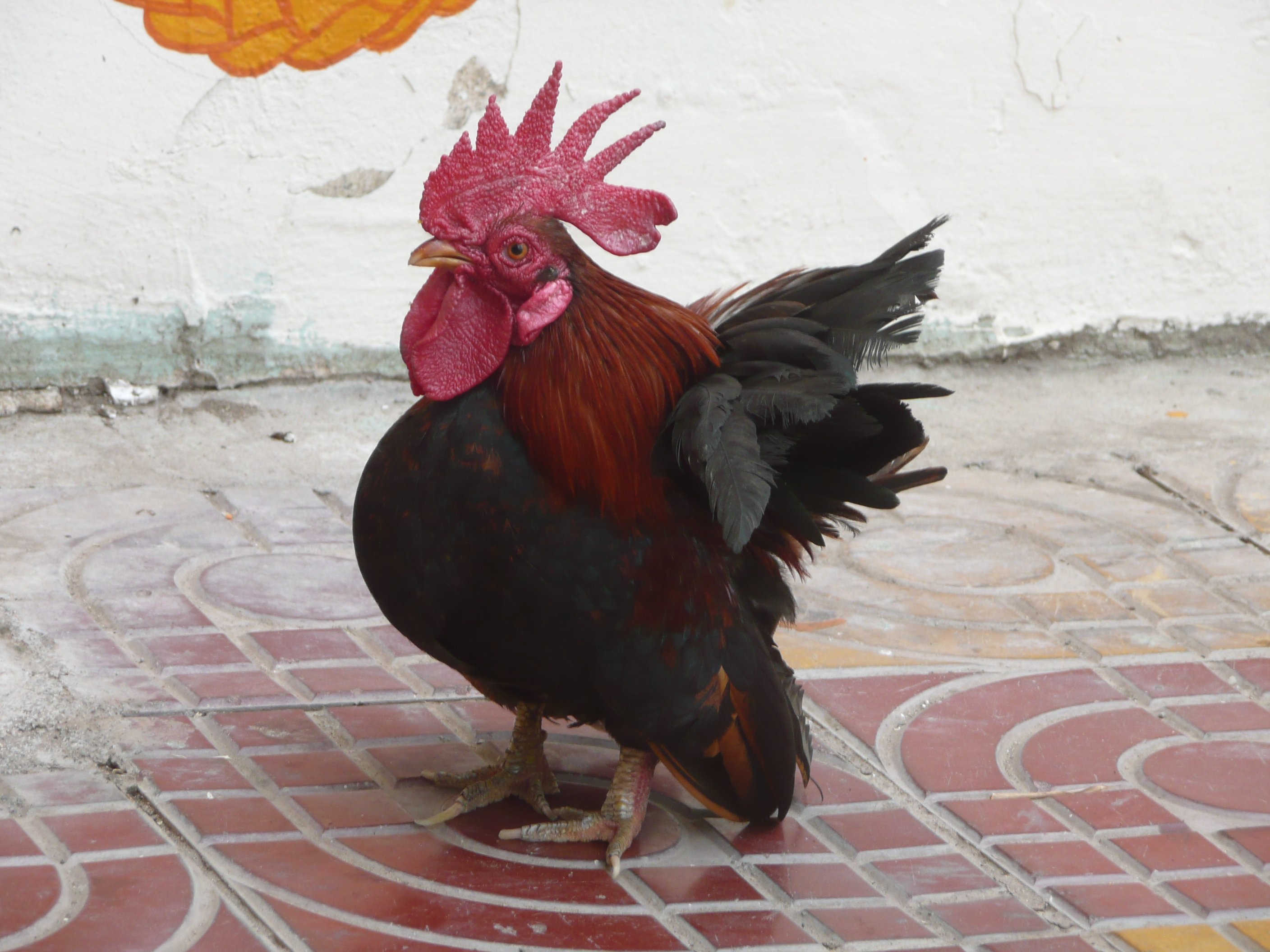
Kakas

Japánból származik.Egy Albert nevű német szállítmányozó által jutott 1877-ben Drezdába egy csoport az Ulm-Erbachi bárónő kérésére. Később több törzsállomány is került Németországba. 1921-ben érkezett Japánból ismét egy nagyobb szállítmány a fajtából.
A Chabo több mint egy évszázados Japán törpe tyúkfajta. Az első egyedek 1850-ben érkeztek Angliába, tovább tenyésztés céljára. Az első import Japánból egy Albert nevű német szállítmányozó által érkezett 1877-ben Drezdába, az Ulm-Erbachi bárónő megrendelésére. Ő egyébként Siebold japánkutató lánya volt és általa több törzsállomány került Németországba az 1900-as évek elején. Egy Moran nevű kamaraénekes és Burggard számos néző előtt mutatta be a Chabokat, amikor egy nagyobb importtétel érkezett 1921-ben Japánból, Johan von Welzceh gróf jóvoltából.
1925-ben alapítottak meg Hannoverben a Chabo tenyésztők Klubját, majd 1936-ban, Lipcsében a Chabo tenyésztők nemzetközi klubját, ami azonban a II. világháború miatt már nem tudott működni. 1968-ban újra szervezték (nevének rövidítése I.C.C.) és azóta minden második évben ülésezik.

## Fajtabélyegek, színváltozatok

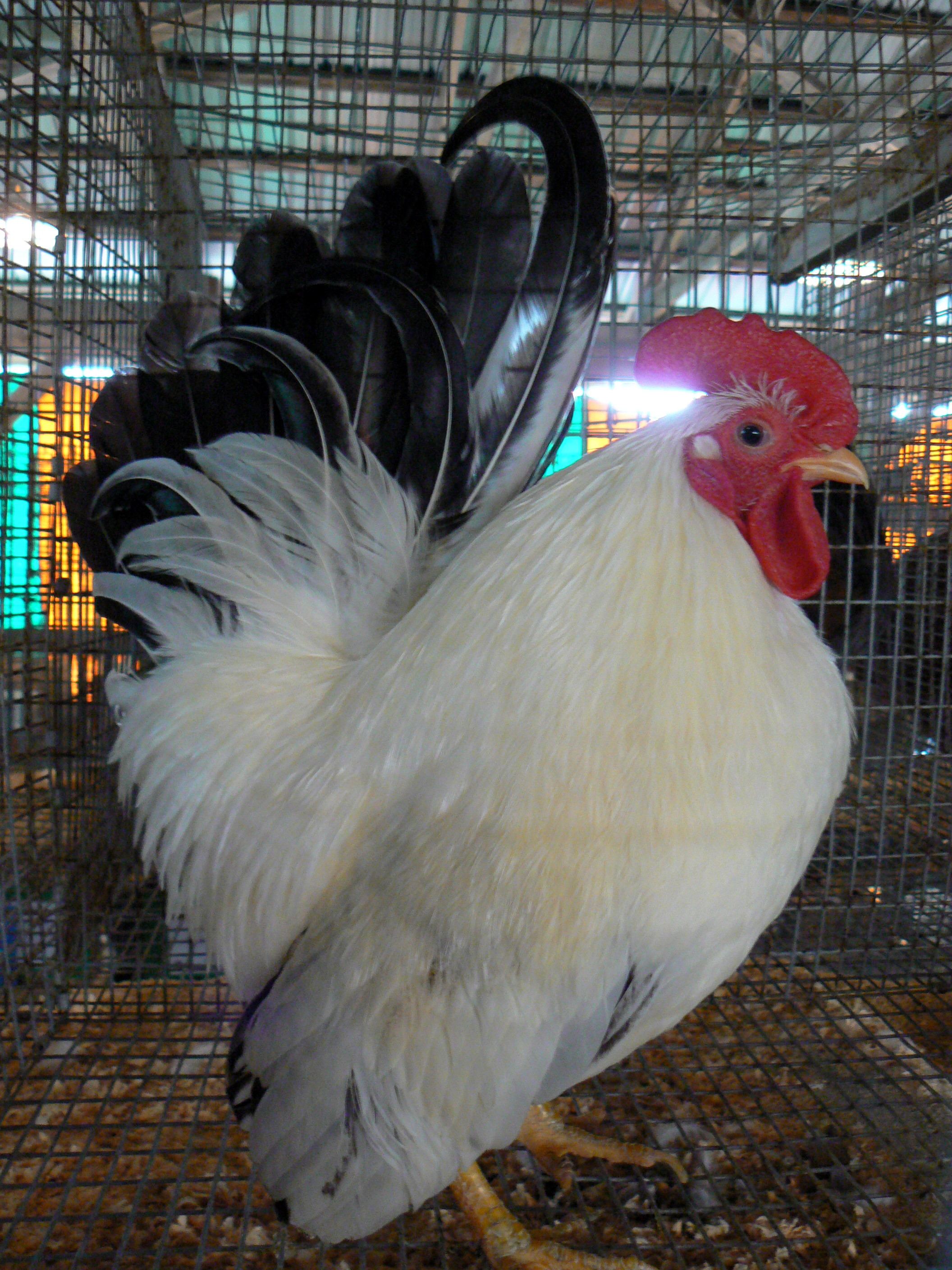
Kakas

Nyak rövid, bőven dús és a hátra is ráfolyó tollazattal, így a nyereg szinte nincs is, tojónál a nyereg U alakú. Szárnyai aránylag nagyok, alacsonyan tartott úgy, hogy a végével megérinti a talajt. Farktolla hosszú, felfelé álló, 1/3-a a fej fölé nyúlik. Melltájék lekerekített, fent (kihúzottan) hordva. Feje nagy, széles. Arca sima, idősebb kakasoknál húsosabb. Taraja egyszerű, széles fogazással. Szemek nagyok, élénkek. Csőre rövid, erős. Combok igen rövidek. Csüdje rövid, duci. 
Színváltozatok: A legtöbb országban minden szín elismert. Ezen kívül előfordulnak selyem-, borzas- és szakállas ún. okina-chabok is.

## Genetika
Minden egyes típusú chabónak van egy sajátos jellemzője, mely a többinek nincs. A japán chabók olyan géneket hordoznak, amelyek közül az egyik a normál lábméretért, a másik a rövid lábméretért felelős. Ezeket a géneket pároztatás esetén mindkét szülő továbbörökíti az utódokba. Az embriók 25%-a kétszeresen rövidlábú tulajdonságot kódoló gént kap, ez letális és ezek az embriók elpusztulnak. 50%-ban az utódok rövid és normál lábat kódoló gént kap és mivel a rövid lábat kódoló gén a domináns, ezért az utódok rövid lábúak lesznek. Végül az utódok 25%-a kétszeresen normálméretű lábat kódoló gént kap és ezért az utódok normál lábméretűek lesznek, melyek továbbtenyésztésre alkalmatlanok lesznek, mivel pároztatás esetén ezeknek soha nem lesz már rövid lábuk.

## Tulajdonságok

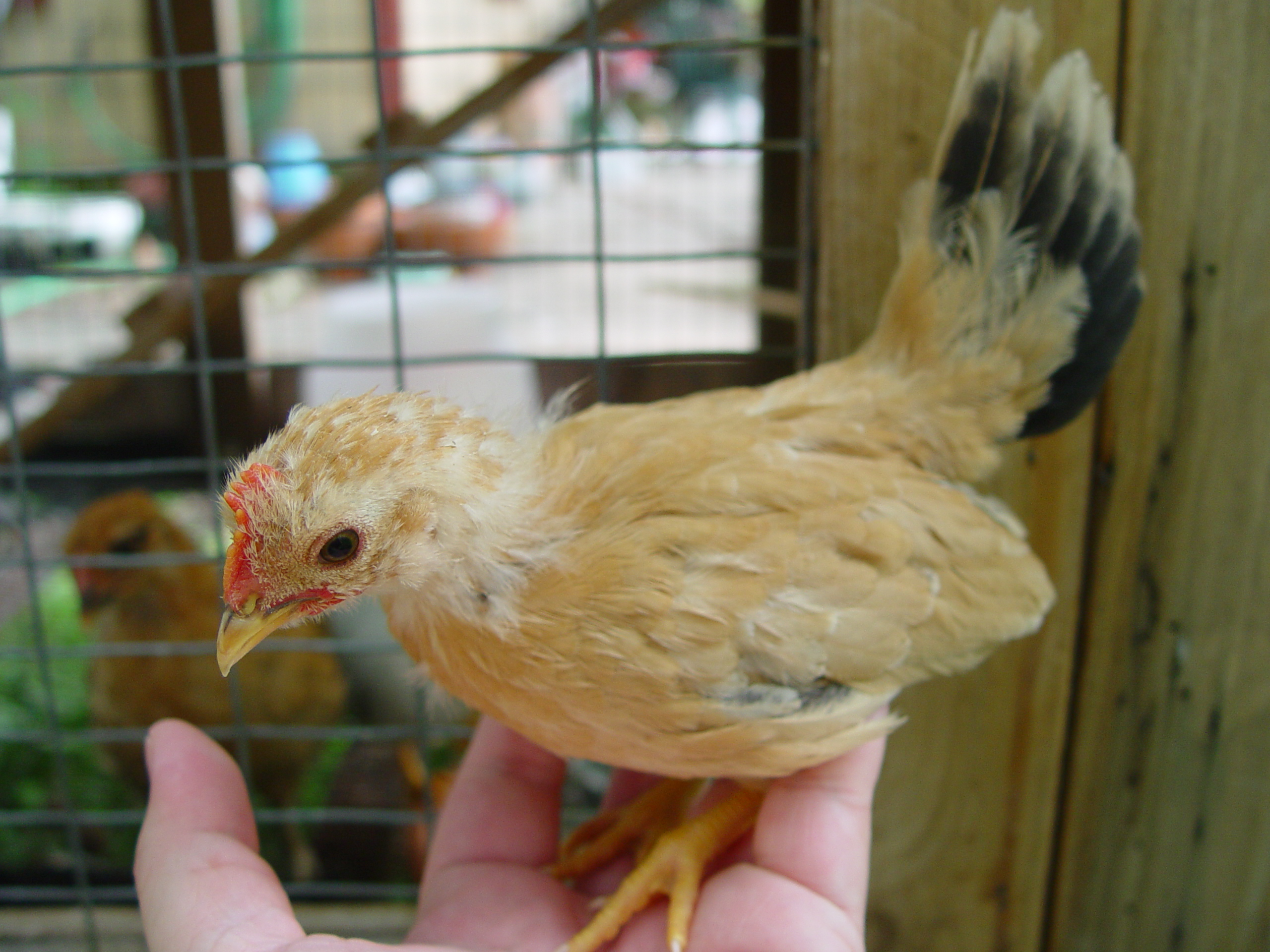
Növendék

Kicsi, alacsony tömzsi révén felhívja magára a figyelmet. Farktollazatának tartása, barátságos fejjegyei fogságul ejtik az ember tekintetét. 
| Általános tulajdonságok: | Általános tulajdonságok:            |
| ------------------------ | ----------------------------------- |
| Súlya                    | kakas 600 - 700 g, tojó 500 - 600 g |
| Gyűrűmérete              | kakas 13, tojó 11                   |
| Tenyésztojás tömege      | 28 g                                |
| Tojáshéj színe           | fehér                               |
| Éves tojáshozama         | 80 db                               |

## További információk

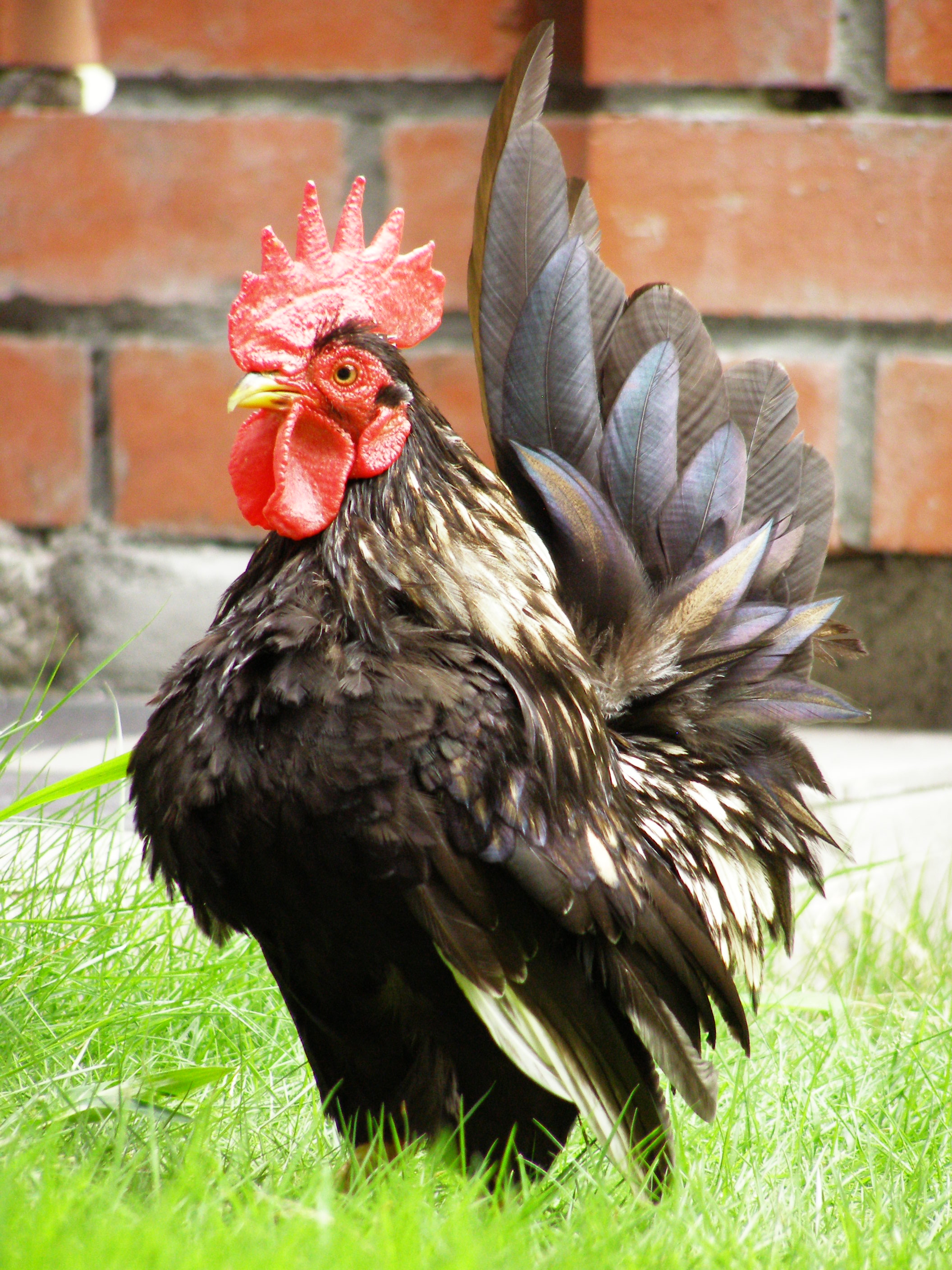
Kakas